# Fatima Ousseni
Fatima Ousseni là một nhà sưu tầm nghệ thuật đương đại, nhà nữ quyền, và là nữ luật sư đầu tiên ở lãnh thổ Mayotte của Pháp.

## Tiểu sử
Fatima Ousseni là một nhà sưu tầm nghệ thuật đương đại, nữ quyền, và là nữ luật sư đầu tiên đến từ đảo Mayotte. Cô được coi là nguồn cảm hứng cho các cô gái ở Mayotte, một đất nước trong đó "các cô gái kết hôn sau hai hoặc ba năm đại học". Kassurati Mattoir là nữ luật sư thứ hai từ Mayotte. Trong một cuộc phỏng vấn, cô chia sẻ rằng Fatima Ousseni đã truyền cảm hứng cho cô theo đuổi nghề luật. Sau đó, Kassurati Mattoir trở thành một cố vấn trong văn phòng của Fatima Ousseni.
Cô cũng là thư ký tổ chức của Hiệp hội Zangoma, năm 2015 đã tổ chức triển lãm "Châu Phi và Khoa học" để giới thiệu những đóng góp khoa học của nhà khoa học châu Phi Cheikh Anta Diop, người mà tác phẩm Fatima Ousseni mô tả là "cuộc cách mạng công nghệ đầu tiên hoàn toàn chưa biết".